# 乌苏里闪蛛
乌苏里闪蛛（学名：Heliophanus ussuricus）为跳蛛科闪蛛属的动物。分布于朝鲜、俄罗斯、蒙古以及中国大陆的吉林、湖北、云南等地。